# Rodolphe Antrim
Pour les articles homonymes, voir Antrim.
Rodolphe Antrim est un acteur pornographique français, né le 23 mars 1971 à Bar-sur-Seine.

## Biographie
Rodolphe Antrim vit d'abord de petits boulots, avant de commencer en 1994 une carrière de « hardeur ». Bien que n'ayant pas le physique typique des acteurs pornos dotés de muscles hypertrophiés et de sexes énormes, il s'impose progressivement dans le milieu du X grâce à son professionnalisme. Après avoir travaillé dans des X français à petit budget pour des maisons de production comme Défi ou Nanou Vidéo, il tourne pour le marché allemand notamment sous la direction de Gabriel Pontello. On le voit dans de nombreux films pornographiques connus, comme La Cambrioleuse avec Clara Morgane ou Le Camping des foutriquets, l'un des plus gros budgets du X français des années 2000.
Gagnant en notoriété, il devient au milieu des années 2000 l'un des visages les plus récurrents du X français. Il apparaît dans plusieurs films réalisés par Ovidie, Lilith (2001), Infidélité (2010) et Le Baiser (2015).
Il tient par ailleurs un rôle secondaire dans le film Baise-moi, réalisé par Virginie Despentes et Coralie Trinh Thi (2000).

## Filmographie partielle

### Pornographique
- 1994 : Marilou s'offre à toi, de Gérard Menoud (Défi)
- 1995 : Maud s'offre à toi, de Gérard Menoud (Défi)
- 1997 : Faust Fucker 7: Stramme Spalten harter Fist, de Gabriel Pontello (Videorama)
- 1998 : Filles sous clef, de Max Bellochio (Marc Dorcel)
- 1998 : La Marionnette, d'Alain Payet (Marc Dorcel)
- 2000 : Alexia et Cie, de Marc Dorcel (Marc Dorcel)
- 2000 : L'Emmerdeuse, de Fred Coppula (Blue One)
- 2001 : Les Douze coups de minuit, de Marc Dorcel (Marc Dorcel)
- 2001 : Lilith, d'Ovidie (Marc Dorcel)
- 2002 : La Cambrioleuse, de Fred Coppula (Blue One)
- 2002 : Une blonde, une brune, ma bite et mon couteau, de Stan Lubrick (Yannick Perrin) (JTC Vidéo)
- 2002 : Faust, de Mario Salieri (Mario Salieri Entertainment Group)
- 2003 : Mes meilleures copines, de Yannick Perrin (Blue One)
- 2003 : Les Parisiennes, de Yannick Perrin (Blue One)
- 2004 : Katsumi à l'école des sorcières, de Alain Payet (Blue One)
- 2004 : Le Plaisir à 20 ans, de Yannick Perrin (Blue One)
- 2007 : Le Camping des foutriquets, de Yannick Perrin (VCV Communication)
- 2008 : Les Majorettes, de Yannick Perrin (VCV Communication)
- 2010 : La Grande épopée, de Jack Tyler (HPG Prod)
- 2010 : Infidélité, d'Ovidie (French Lover TV)
- 2011 : Pascal le grand frère pineur 3, de Max Antoine (Fred Coppula Prod)
- 2014 : Les Caresses de l'aube, de Jack Tyler
- 2014 : Ivres de sexe et de lumière, de Jack Tyler (HPG Prod)
- 2015 : Le Baiser, d'Ovidie (French Lover TV)
- 2016 : À nous les petites randonneuses, de Chris Demer (Jacquie et Michel)
- 2016 :  Lâche-moi la grappe c'est plus les vendanges, de Chris Demer (Jacquie et Michel)

### Non pornographique
- 2000 : Baise-moi de Virginie Despentes et Coralie Trinh Thi

## Récompenses
- 2008 : European X Award du meilleur acteur dans un second rôle au Festival international de l'érotisme de Bruxelles.